# Luis de Morales
Luis de Morales (Badajoz, 1509 – Badajoz, 9 maggio 1586) è stato un pittore spagnolo.

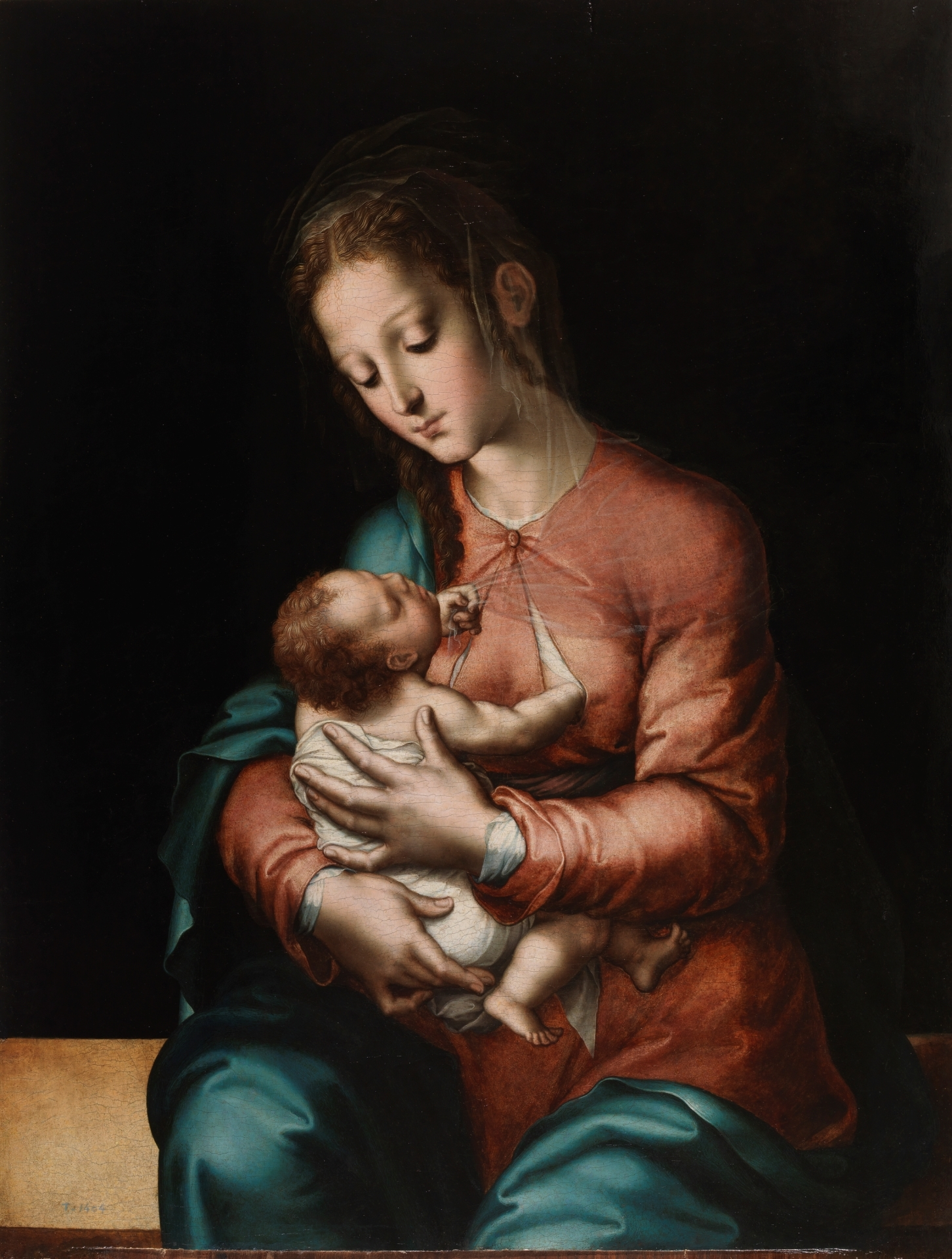
Madonna del Latte, 1565 circa, olio su tavola, Museo del Prado, Madrid.

A causa della fama avuta in vita dovuta alla sua predilezione per tempi religiosi, venne soprannominato «El divino Morales». La sua attività artistica si svolse principalmente in Estremadura, sebbene le sue opere furono oggetto di ammirazione in tutta la penisola.
Nelle sue opere si nota un allargamento delle figure, oltre all'uso della tecnica dello sfumato leonardesco, il che farebbe pensare ad una certa influenza delle scuole pittoriche straniere. Ciò nonostante, il suo particolare stile di rappresentazione è facilmente identificabile.

## Biografia
Sebbene lo storico e pittore Antonio Palomino collochi la nascita di Morales all'inizio del secolo, la data più probabile è senza dubbio più tarda, intorno al 1520, come afferma la maggioranza degli studiosi. Il critico d'arte spagnolo Juan Antonio Gaya Nuño ha invece reso improbabile un'altra ipotesi, sostenuta da Palomino, che situa la data di nascita dell'artista tra il 1509 e il 1510, a causa delle difficoltà cronologiche legate alla prima parte della sua vita. Per questo altri storici ritardarono la data; per esempio, August L. Mayer la collocò nel primo quarto del XVI secolo, senza fornire altri dettagli. Elizabeth du Gué Trapier la situò «probabilmente nella prima metà del secolo», mentre il tedesco Werner Goldschmidt posticipò la data della sua nascita al 1543, attualmente ritenuta impossibile, dato che il figlio dell'artista nacque sei anni dopo. Secondo Gaya Nuño, Morales nacque intorno al 1520, e al tempo del suo matrimonio aveva trent'anni. Questa ipotesi confermerebbe dunque che l'età del pittore era sulla sessantina quando Filippo II passò da Badajoz, desidoroso di conoscerlo.
Altrettanto incerte sono le vicende relative alla sua formazione. Seguendo lo studio di Gaya Nuño, è possibile dividere in tre tappe la sua formazione: una prima a Siviglia, una in Italia e un'altra in Portogallo.
A Siviglia, Morales imparò le prime nozioni d'arte dal già affermato maestro Pedro de Campaña. Non è comunque da scartare l'ipotesi di una formazione a contatto con altri maestri, città e botteghe, allora particolarmente fiorenti nella città spagnola, capitale bassa dell'Estremadura.

## Opere
- XVII secolo, Cristo colla Croce, dipinto documentato nella raccolta di Antonio Lucchesi-Palli della galleria di Palazzo Campofranco di Palermo.[2][3]